# Temüge
Temüge (1168 – 1246) è stato un condottiero mongolo, fratello minore di Gengis Khan.

## Vita
Per  Temüge e sua madre, com'era nelle tradizioni Mongole, furono concesse da Gengis Khan le maggiori spettanze di territori e popolazioni. Al Kuriltai dell'incoronazione di Temujin gli furono assegnati da questo 10'000 clan e relativi villaggi.
Anche se pare che nella famiglia sia stato il meno incline alle arti guerresche anche per via del suo stile di vita viziato nella sua infanzia, per cui fu criticato dallo stesso Temujin, Temuge si dimostrò un capace politico e leader; difatti, assieme alla madre Hoelun, condusse il cuore della madrepatria mongola durante le lunghe e ripetute assenze del Gran Khan suo fratello. Sembra che avesse capacità intellettuali sopra la norma, un interesse alla cultura ed agli studi, fu influenzato dalla cultura cinese dopo la conquista di Xi Xia ed in seguito fu interessato a tutte le popolazioni ed alle loro culture man mano che il vasto impero inglobava ed assimilava i popoli durante le sue conquiste. Quando nel 1206, dopo che Temujin divenne Genghis Khan, lo sciamano Kokochu (Teb-Tengri) tentò di strappare il potere dalla famiglia reale, Genghis fu convinto dalla moglie Borte e dalla madre a reagire, e permise al fratello Temüge di sfidare lo sciamano in un incontro di lotta, dove quest'ultimo fu assassinato.
Dopo la morte di suo nipote Ögödei nel 1241, Temuge tentò di impadronirsi del trono, ma Töregene, vedova di Ögödei e madre di Güyük, intervenne e lo impedì. Dopo il kurultai del 1246 che pose Güyük come Gran Khan di tutti i Mongoli, Temüge, arrestato, fu condannato a morte, probabilmente ucciso per mano della stessa Töregene.